# ارووایرونمنت
ارووایرونمنت (انگلیسی: AeroVironment) شرکت هوافضای آمریکایی است، که در سال ۱۹۷۱ توسط پال مک‌کریدی تأسیس شد.